# 恋の正しい方法は本にも設計図にも載っていない
『恋の正しい方法は本にも設計図にも載っていない』（こいのただしいほうほうはほんにもせっけいずにものっていない）は、日本の携帯電話向け配信ドラマおよび日本映画。

## 概要
2010年8月18日リリースのシングル曲『千の言葉と二人の秘密』をモチーフに制作された、中川翔子初主演作品である恋愛ドラマ。監督は篠原哲雄。ケータイ音楽ドラマ『DOR@MO』第4弾配信作品で初の使用曲アーティスト主演作であり、2010年8月8日より全10話配信。また、2010年10月2日より新宿バルト9ほか全国8スクリーンで2週間限定劇場公開。

## ストーリー
人と接するより本に囲まれている方が好きな司書の野田泉は、久美子に連れて行かれた合コンで建築家を目指すラテン系の米谷ネルと出会う。次の日から毎日のように図書館に訪れるネルに困惑するものの、ある理由から恋に臆病になっていた泉は、ネルに秘密の場所に連れて行かれ図書館を作ることが夢だと聞き次第に惹かれていくが、ネルが泉に近づいたのは仲間内のゲームであったことを知る･･･。

## キャスト
- 野田泉 - 中川翔子
- 米谷禰龍（ネル） - 鈴木裕樹
- 坂上久美子 - 金子さやか
- 長谷川修一 - 遠藤要
- 篠原ゆき子
- 伊藤竜也
- 濱田真和
- 安藤志穂美

## スタッフ
- 監督 - 篠原哲雄
- 脚本 - 正岡謙一郎
- 撮影 - 渡辺厚人
- 音楽 ‐ 上田禎
- 美術 - 寺尾淳
- 衣装 - 高田彰久
- 編集 - 村井佐知
- ヘアメイク - 井川成子
- 照明 - 矢部一男
- 録音 - 芦原邦雄
- 助監督 - 木川学
- 制作 - ドリマックス・テレビジョン
- 企画･製作 - ソニー・ミュージックエンタテインメント、ソニー・ミュージックレコーズ

## 主題歌
- 中川翔子『千の言葉と二人の秘密』

初の両A面シングル。この歌詞を元にドラマが制作された。

## 配信日
- 第1話 2010年8月8日
- 第2話 2010年8月12日
- 第3話 2010年8月15日
- 第4話 2010年8月22日
- 第5話 2010年8月29日
- 第6話 2010年9月5日
- 第7話 2010年9月12日
- 第8話 2010年9月19日
- 第9話 2010年9月26日
- 第10話 2010年10月8日